# Charenton-le-Pont
Charenton-le-Pont è un comune francese di 29 163 abitanti situato nel dipartimento della Valle della Marna nella regione dell'Île-de-France.

## Storia
Questo piccolo paesino francese è famoso perché in questo punto la Marna si getta nella Senna, per il centro sportivo Tony-Parker, ideato dallo stesso Tony Parker e inaugurato nel 2011, e infine per una delle più vecchie squadre di calcio di Parigi, il CAP Paris.
Il cimitero di Charenton si trova nel territorio della città di Parigi e porta il nome di cimitero di Valmy.

## Società

### Evoluzione demografica
Abitanti censiti

## Amministrazione

### Gemellaggi
- Trowbridge
- Bernton Ecolelin Tempelhof Buren
- Borgo Val di Taro
- Zichron-Yaacov

## Curiosità
Il comune di Charenton viene citato dallo scrittore francese Hector Malot nel suo noto romanzo per ragazzi Senza famiglia del 1878, come una delle tappe finali del percorso di strada del piccolo Rèmi, il trovatello protagonista della storia, insieme all'amico violinista Mattia e l'artista Bob, con cui condivide il lungo viaggio per risalire la Senna e la Marna (fiume) e ritrovare la famiglia di origine.